# Jasov
Jasov este o comună slovacă, aflată în districtul Košice-okolie din regiunea Košice. Localitatea se află la altitudinea de 263 m deasupra n.m., se întinde pe o suprafață de 35,42 km2 și în 2017 număra 3.604 locuitori. Se învecinează cu comuna Poproč, Košice-okolie.

## Istoric
Localitatea este atestată documentar din 1234.

## Demografie
| An:                | 1994 | 2004    | 2014    | 2024   |
| ------------------ | ---- | ------- | ------- | ------ |
| Număr de persoane: | 2436 | 2832    | 3500    | 3740   |
| Diferență:         |      | +16,25% | +23,58% | +6,85% |

| An:                | 2023 | 2024   |
| ------------------ | ---- | ------ |
| Număr de persoane: | 3675 | 3740   |
| Diferență:         |      | +1,76% |

## Monumente
- Mănăstirea Jasov, distrusă în marea invazie tătară, a fost reconstruită ulterior. Reconstrucția mănăstirii a dat avânt dezvoltării localității. După Bătălia de la Mohács (1526) mănăstirea a fost din nou pustiită. A fost refăcută în secolul al XVIII-lea în stil baroc.